# Mesomys hispidus
Mesomys occultus és una espècie de mamífer rosegador de la família de les rates espinoses. És endèmica de Bolívia, el Brasil, Colòmbia, l'Equador, la Guaiana Francesa, Guaiana, el Perú, Surinam i Veneçuela. Té un aspecte molt similar al de M. occultus. El seu hàbitat són els boscos perennifolis i selves nebuloses de plana. És una espècie en risc mínim, és a dir, no sembla que hi hagi cap amenaça significativa per a la seva supervivència.